# Abellait
Abellait je nový minerál nalezený v roce 2016 amatérským sběratelem minerálů Joanem Abellem, který byl na jeho počest pojmenován. Objeven byl v opuštěném uranovém dole Eureka u obce Torre de Capdella v provincii Lérida ve Španělsku (Katalánsko). Patří do skupiny hydratovaných karbonátů, které jsou často kvůli špatné krystalizaci a nevýrazné barvě přehlíženy .

## Vznik
Vznik tohoto minerálu byl dle výpočtů a chemických analýz předpovězen již v roce 2015, kdy se daným výzkumem zabýval Hazen . V dole Eureka se vyskytuje jako sekundární minerál, avšak jsou zde možnosti i jiných genezí, které se musí v budoucnu prozkoumat a potvrdit. 

## Vlastnosti
- Fyzikální vlastnosti - Vzhledem k tomu, že se jedná o nově objevený minerál, fyzikální vlastnosti tohoto minerálu jsou v současné době předmětem zkoumání.
- Optické vlastnosti - Bezbarvý až bílý, objevení ostatních vlastností stále čeká na podrobnější výzkum.
- Chemické vlastnosti - Složení: Pb 72,14 %, O 19,50 %, Na 4,00 %,  C 4,18 %, H 0,18 %. Rozpustnost ve 20% roztoku HCl při pokojové teplotě.

## Výskyt
- důl Eureka, Katalánsko, Španělsko (typová lokalita, kde se nachází několik milimetrů veliké kulovité agregáty)
- důl Karnasurt, Kola (poloostrov), Murmanský blok, Rusko (nalezeny velmi malé krystaly v pegmatitu zvaném "Yubileinaya pegmatite")